# Ansud
Ansud (bere se tudi Ianupu, Janup, Anubu, Gansud, Anusu in Hanusum), je bil eden od prvih kraljev (lugal) Drugega marijskega kraljestva, ki je vladal okoli 2423-2416 pr. n. št. Znan je po vojskovanju z mestno državo Ebla, omenjenem v pismu kasnejšega marijskega kralja Enna-Dagana.

## Vladanje

### Identiteta
Za koraldo (M. 4439), najdeno v Mariju, se je domnevalo, da je bila darilo urskega kralja Mesannepade marijskemu kralju Hanusumu (Gansudu). Novi prevodi so pokazali, da je bila koralda darilo Mesannepadi kot sinu Meskalamduge:
𒀭𒈗𒌦 𒈩𒀭𒉌𒅆𒊒𒁕 𒈗 𒋀𒀊𒆠 𒌉 𒈩𒌦𒄭 𒈗 𒆧𒆠 𒀀 𒈬𒈾𒊒
dlugal-kalam mes-an-ne2-pa3-da lugal uri5ki dumu mes-ug-du10 lugal kishki  a munaru
"Bogu Lugalkalamu ("vladar dežele", identificiran kot Dagan ali Enlil), Mesannepada, kralj Ura, sin Meskalamduga, kralja Kiša,  je posvetil to koraldo."
— Mesannepadova koralda
Kako je koralda prišla  Mari, ni jasno, vsekakor pa kaže na takratne povezave med Urom in Marijem. Koralda je bila najdena v vrču, v katerem so bili tudi drugi predmeti iz Ura ali Kiša.
Pismo Enna-Dagana je izjemno težko brati. Beseda "Sa'umu" je v treh odstavkih pisma. V drugem in tretjem odstavku se nanaša na Ansudovega naslednika Sa'umuja. "Sa'umu" v prvem odstavku je Giovanni Pettinato prebral kot besedo anudu, ki jo je Alfonso Archi prepoznal kot osebno ime vladarja Anubuja. Pri prepoznavanju si je pomagal s Seznamom sumerskih kraljev, ki vsebuje tudi kralje Marija in kralja Anbuja kot prvega monarha dinastije. Po mnenju Michaela Astourja se beseda bere Anusu (Ansud) in je povezano s kraljem Hanusumom.

### Vojni pohodi
V Ansudovem pismu je zapis, da je porazil eblaitska vazalna mesta Aburu, Ilgi in Belan. Omenjeno je tudi, da je za seboj pustil ruševine tudi v Labananskih gorah, ki jih je Pettinato prepoznal kot libanonske. Astour trdi, da je njegova domneva geografsko nemogoča. 